# Barclayville
Barclayville est une ville du Liberia et la capitale du comté de Grand Kru. Elle est située à 335 km au sud-est de Monrovia. Sa population s'élevait à 2 733 habitants au recensement de 2008.